# 沈樹東
沈樹東（？—？），清朝官員，本籍浙江。監生出身。

## 生平
沈樹東於1790年（乾隆55年），於台灣台北地區擔任台灣府淡水廳新莊縣丞一職，是大台北地區的地方父母官。他也是該官職的首任任職官員。
翌年，他則接替仇賦苹，擔任台灣府台灣縣知縣。管轄約今台灣南部之嘉義縣、嘉義市、台南縣、市全境及高雄縣部份區域。該區域面積約為4500平方公里，也是清治時期台灣島之漢人集中地所在。